# Lacunás
Lacunás (románul: Lățunaș) falu Romániában, a Bánságban, Temes megyében.

## Fekvése
Az Alföld délkeleti szélén, a Verseci-hegységtől északra, dombok között, Temes megye déli csücskében, a szerb-román határtól 2 km-re, Versectől légvonalban 18 km-re északkeletre, Nagyzsám és Komornok közt fekvő település. Áthalad rajta a DN57-es főút.

## Története
A falut 1717-ben említette először oklevél Lazumnasch néven.
1761-ben és 1783-ban Lasonash, 1808-ban Laczunás, 1913-ban Lacunás alakban írták.
A török hódoltság előttről nincsenek róla adatok, de a hódoltságból lakott helyként került elő.
Az 1717-es kamarai jegyzékben Lazumnasch alakban fordult elő, 30 házzal, az 1761-es és az 1783 évi térképeken Lasonash alakban fordult elő.
1828ban Sztojánovits János vásárolta meg a kincstártól. 1863-ban báró Sztojánovits Mladen birtokába került, 1887-től pedig báró Sztojánovits Iváné lett. A községbeli urilakot még báró Sztojánovits János építtette 1830 körül.
1851-ben Fényes Elek írta a településről:
Laczunás, oláh falu, Temes vármegyében, Kudriczhoz északra 1 mérföldre hegyes, völgyes vidéken, 1025 óhitű lakossal, s anyatemplommal. Van 8 fél, 179 negyed, 28 nyolcad telek. és 5 zsellér után úrbéri szántó 1224 hold kaszáló 653 hold, legelő 223 hold, házhely 220 hold; ezenkívül a lakosok kezén vannak szőlők és szilvások 240 hold 800 négyszögöl. A majorsági birtok 2100 hold melynek nagyobb része erdő. Földe úrbérileg 2. osztálybeli ugyan, de azért termékeny és szép búzát, zabot, kukoricát terem. Bírja Sztojanovics János.
1910-ben 1040 lakosából 854 fő román, 121 magyar, 14 német, 14 szerb volt. A népességből 744 fő görögkatolikus, 147 római katolikus, 147 görögkeleti ortodox volt.
A trianoni békeszerződés előtt Temes vármegye Verseci járásához tartozott.
A 2002-es népszámláláskor 315 lakója közül 312 fő (99,0%) román, 2 (0,6%) német és 1 (0,3%) magyar volt.

## Nevezetességek
- Görögkatolikus temploma 1844-ben épült.